# Orthopichonia barteri
Orthopichonia barteri là một loài thực vật có hoa trong họ La bố ma. Loài này được (Stapf) H.Huber mô tả khoa học đầu tiên năm 1962.